# Cegelec
Ne doit pas être confondu avec Cogelec.
Cegelec est un groupe industriel français présent dans l’ingénierie technique et les services technologiques aux entreprises privées et aux collectivités, filiale de Vinci Énergies. 
L'entreprise est présente dans une trentaine de pays et emploie environ 25 000 personnes dans le monde.
Le siège social est situé à côté du Stade de France au 10, avenue du Stade de France à Saint-Denis (Seine-Saint-Denis) tandis que le siège international est établi avenue Louise, 489 à Bruxelles (région de Bruxelles-Capitale).
Le groupe Cegelec appartient depuis avril 2010 au groupe Vinci.

## Historique
L'histoire de l'entreprise débute en 1913 avec la création de la Compagnie Générale d'Entreprises Électriques (CGEE), par la Compagnie générale d'électricité (CGE). 
En 1967 la CGEE est l'entreprise électrique la plus importante d'Europe puis est renommée CGEE-Alsthom en 1971 après la prise de contrôle par la CGE de la Société générale d'entreprises (Génie civil, Bâtiment, Travaux industriels, Service électrique), aujourd'hui Vinci. 
En 1989, un accord est conclu entre la CGE et General Electric Company, c'est la naissance de GEC-Alsthom, CGEE-Alsthom prend alors le nom de Cegelec.
Puis en 1996, Cegelec s'implante en Allemagne et en Autriche avec le rachat d'AEG-AAT.
En 1998 intervient le rachat de Cegelec par Alstom, qui renomme l'entreprise en 1999 sous le nom d'Alstom Entreprise puis d'Alstom Contracting. 
En juillet 2001 a lieu le rachat d'Alstom Contracting en LMBO (Leverage Management Buy-Out) par ses dirigeants et ses salariés, avec l'appui de CDC IXIS Private Equity (Caisse des dépôts et consignations) et de Charterhouse Capital Partners sous le nom de Cegelec.
S'ensuivent une série de rachats, ainsi en 2006, Cegelec est rachetée par LBO France puis en octobre 2008, le groupe Qatari Diar (spécialisé dans l’investissement urbanistique et immobilier et détenu à 100 % par le fonds souverain (Qatar Investment Authority) du Qatar), devient l’actionnaire majoritaire de Cegelec.
En avril 2010, Cegelec revient dans le groupe Vinci, 22 ans après l’avoir quitté (auparavant dans le groupe SGE) au sein de Vinci Énergies.

## Activités
Cegelec présente une organisation décentralisée et près de 1 200 agences locales. 

Le groupe Cegelec est actif dans les domaines suivants :
- Énergie et électricité
- Automatisation, instrumentation et contrôle
- Technologies d’information et de communication
- Génie climatique, mécanique
- Maintenance et services

Cegelec s’appuie sur le service au client, qui comprend principalement la conception, l’installation et la maintenance.

## Implantations
- Europe
  - Allemagne
  - Belgique
  - Espagne
  - France
  - Luxembourg
  - Hongrie
  - Italie
  - Pays-Bas
  - Pologne
  - Portugal
  - Russie
  - Suisse
  - République tchèque

- Afrique
  - Algérie
  - Angola
  - Cameroun
  - République démocratique du Congo
  - Gabon
  - Maroc
  - Nigeria

- Amérique
  - Brésil

- Asie
  - Bahreïn
  - Émirats arabes unis
  - Oman
  - Qatar
- Océanie
  - Nouvelle-Calédonie

## Filiales
- 2000 : Rachat de Bouyer, Mimault-Champion, Filtest Guyane, Électricité et Technique en France, d'une partie de Scottish Power et de Norweb en Grande-Bretagne, de Sunvic en Allemagne et au Benelux.
- 2003 : 
  - acquisition de Deltatherm [1] spécialisée dans le  génie climatique
  - Cegelec rachète le Département Installation de Siemens Hollande.
  - acquisition d'ABB Building Systems en Belgique et aux Pays-Bas spécialisée dans le  génie climatique[2].
- 2006 : achat de Ensysta [3] spécialisée dans conception et l’installation d’équipements de production pour l’industrie agro-alimentaire, la pharmacie et le secteur de la chimie fine.
- 2006 : TSA Telecom SA, leader en Suisse dans le secteur des télécommunications intègre le groupe Cegelec[4]
- 2007 : Acquisition de Ortec Méca Marine, Elmo, Flexelec et Tauzin[5]
- 2008 : Acquisition du groupe Monnier entreprise d'électricité[6]
- 2009 : Achat des entreprises Ebehako en Allemagne, Eurotole en Belgique et WMI Liquid Food Systems aux Pays-Bas[7]

## Chiffres clés

### 2021
- Chiffre d'affaires : 55.79 M
- EBIT : 302.8 K
- Effectif : 25 000 personnes
- Capital social : 27 125 000 €

## Répartition des activités

### Par secteurs
- Infrastructures : 30 %
- Maintenance : 27 %
- Industrie : 24 %
- Tertiaire : 19 %

### Par région du monde
- France : 54 %
- Europe (hors France) : 29 %
- Reste du monde : 17 %

### Quelques travaux
- Tramway de Casablanca
- Tramway de Rabat-Salé
- Centrale photovoltaïque de Miradoux[8].